# Десислава Радева
Десислава Кирилова Радева е съпруга на президента на Република България Румен Радев и първа дама на България от 22 януари 2017 година.

## Биография
Десислава Кирилова Радева е родена в Бургас на 9 юли 1969 г. Учи в Английска гимназия „Гео Милев“ гр. Бургас, а след това и в Университета за национално и световно стопанство, специалност Финанси и кредит. Владее английски и руски език.
В студентските си години работи като сътрудник на министъра на земеделието Румен Христов.
Продължава своята кариера като офис мениджър в телевизионните продукции Каналето и Хъшове, в последствие отговаря за връзките с обществеността в Българска музикална компания.
По-късно става асистент на генералния мениджър на Хайнекен България.
Работила е като маркетингов експерт в строителни хипермаркети „Мастерхаус“, Бургас, като PR и комуникационен мениджър в екипа на Top Communication GmbH (компанията, организираща ежегодния световен форум за комуникация в Давос, Швейцария – Communication on Top) и като маркетинг мениджър във Фондация „Работилница за граждански инициативи“. Била е и част от екипа на Менпауър Груп.
От 2011 година работи в командването на Военновъздушни сили на България. През 2014 година отговаря за външната и вътрешната комуникацията на институцията. През същата година Десислава Радева инициира и популяризира авиошоу на ВВС, състояло се на летище Враждебна, София и събрало над 100 000 присъстващи. Автор и сценарист на множество късометражни филми за ВВС.
През 2016 година взема активно участие в кандидат-президентската кампания на своя съпруг Румен Радев.
През 2017 година учредява сдружение с нестопанска цел „Живата вода на България“, извършващо дейност в обществена полза.

## Семейство
Десислава Радева е съпруга на Румен Радев. Има предишен брак с депутата от БСП Георги Свиленски, от когото има един син – Страхил Свиленски.